# Amphicnemis gracilis
Amphicnemis gracilis là một loài chuồn chuồn kim trong họ Coenagrionidae.
Amphicnemis gracilis is in 1898 voor het eerst wetenschappelijk beschreven bởi Krüger.